# Gent corrent (pel·lícula de 1980)
Gent corrent (títol original en anglès Ordinary People) és una pel·lícula estatunidenca de l'any 1980, i va significar el debut com a director de Robert Redford. El drama està basat en la novel·la homònima escrita per Judith Guest (1976), i tracta de la desintegració d'una família de classe mitjana-alta arran de la mort accidental del fill gran.
És un retrat de família fidel i ple de realisme, i tracta la tragèdia sense embuts.
La cinta va tenir força èxit tant de públic com per part de la crítica, obtenint l'Oscar a la millor pel·lícula d'aquell any, entre altres premis. També va suposar el debut cinematogràfic de Timothy Hutton i d'Elizabeth McGovern.

## Argument
Els Jarrett són una família burgesa estatunidenca, aparentment feliç. El pare (Donald Sutherland) guanya un bon sou i la mare (Mary Tyler Moore) s'ocupa de la casa. Però les coses no són el que semblen, i darrere d'aquesta façana s'amaga un drama.
Conrad (Timothy Hutton), el fill adolescent, té un gran sentit de culpabilitat arran d'haver sobreviscut a l'accident de barca que va causar que el seu germà morís ofegat en el Llac Michigan. Quan surt de l'hospital després d'un intent de suïcidi decideix visitar regularment el psiquiatre. Però aquest sentiment no desapareix, i manté una tensa relació amb la seva mare, cosa que origina un seguit de problemes familiars.
Beth es comporta de manera freda i distant, ja que el fill gran era el seu preferit i li costa mostrar-se compasiva amb el petit i donar-li suport, i el pare intenta mantenir la família unida i mostrar-se alegre.
Les coses canvien quan Conrad coneix una noia del cor (Elizabeth McGovern) i comencen a sortir junts.

## Repartiment
- Donald Sutherland: Calvin Jarrett
- Mary Tyler Moore: Beth Jarrett
- Judd Hirsch: Dr. Tyrone C. Berger
- Timothy Hutton: Conrad Jarrett
- M. Emmet Walsh: Entrenador Salan
- Elizabeth McGovern: Jeannine Pratt
- Dinah Manoff: Karen
- Adam Baldwin: Stillman

## Localitzacions
La pel·lícula es va rodar en diversos indrets d'Illinois (Chicago, Fort Sheridan, Highland Park, Lake Bluff, Lake Forest, Northbrook), a Apple Valley (Califòrnia) i als estudis Paramount.

## Premis
L'any 1981 va obtenir diversos guardons, a banda d'altres nominacions i premis d'associacions de crítics i guionistes:
- Oscar a la millor pel·lícula per a Ronald L. Schwary
- Oscar al millor guió adaptat per a Alvin Sargent
- Oscar al millor director i Globus d'Or al millor director per a Robert Redford
- Oscar al millor actor secundari, Globus d'Or al millor actor dramàtic i Globus d'Or al millor actor secundari per a Timothy Hutton
- Globus d'Or a la millor pel·lícula dramàtica
- Globus d'Or a la millor actriu dramàtica per a Mary Tyler Moore
- Nomanació al BAFTA a la millor actriu per a Mary Tyler Moore i al millor novell per a Timothy Hutton.
- Nominació al Globus d'Or al millor guió, al millor actor dramàtic, i al millor actor secundari.